# Limnephilus morrisoni
Limnephilus morrisoni là một loài Trichoptera trong họ Limnephilidae. Chúng phân bố ở miền Tân bắc.